# Coopérative pour le développement du Congo
Pour les articles homonymes, voir CODECO.
La Coopérative pour le développement du Congo (CODECO) est une faction armée de la république démocratique du Congo active dans le conflit d'Ituri, composée en majorité de peuples de la communauté Lendu (l’un des groupes ethniques de la région).

## Histoire

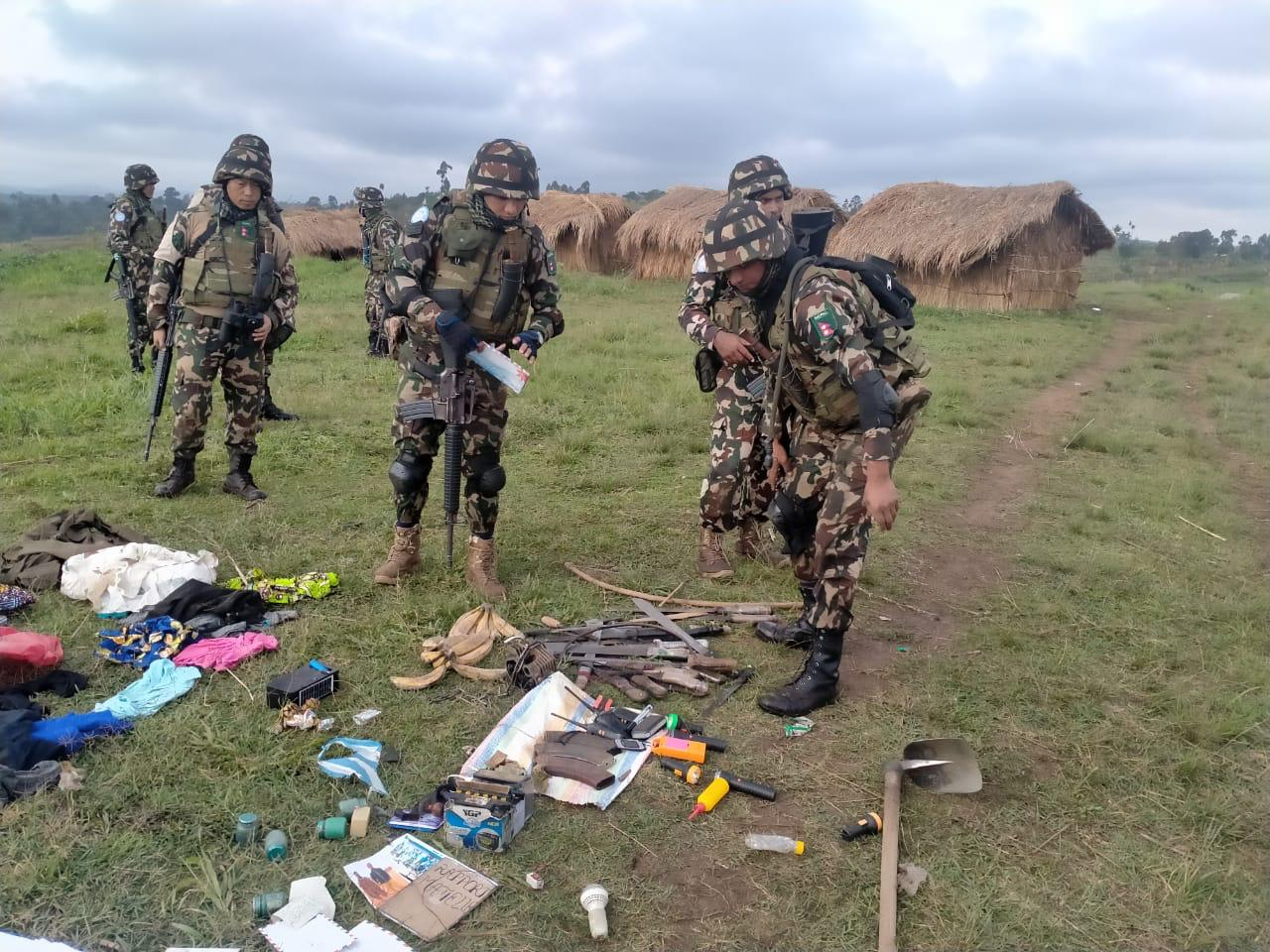
Forces de la Monusco durant une opération contre la CODECO le 12 avril 2022.

Le groupe est formé dans les années 1970. À l'origine c'est une coopérative agricole de Lendus de la province de l'Ituri.
Pendant le conflit d'Ituri (1999-2003), la Codeco s'oppose militairement aux Hima, un groupe ethnique local d'éleveurs.
Après le conflit d'Ituri, la Codeco ne désarme pas mais se met en sommeil. Elle reprend ses activités armées à partir de 2018 pour s'opposer aux Hima.
En août 2020, la Codeco et le gouvernement congolais négocient et signent une paix, mais les combats continuent malgré tout.
La Codeco est notamment impliquée dans le massacre de Plaine Savo, le 2 février 2022.
La Codeco exploite plusieurs carrières d'or en Ituri.
À partir de janvier 2023, la Codeco augmente les attaques contre les FARDC, l'armée congolaise. Le 27 janvier, une attaque de la Codeco tue 15 militaires des FARDC et 7 miliciens de la Codeco dans le territoire de Djugu, en Ituri. Le 18 mars, au moins 15 personnes sont tuées dans le territoire de Mahagi dans des attaques sur 5 villages différents. Ces attaques sont imputées à la Codeco. Le 10 juin, la Codeco attaque une base des FARDC dans le territoire de Mahagi et tue 7 personnes (5 enfants et 2 femmes). Le 12 juin, la Codeco mutile et tue au moins 46 personnes dans le camp de réfugiés de Lala près de Bule dans le territoire de Djugu. Il est possible que ce massacre soit une vengeance après l'assassinat de 5 Lendus par la milice « Zaïre » ce même mois,,.
En avril 2024, plusieurs groupes dont la Codeco et la milice Zaïre signent, sous l'égide du gouvernement congolais, un programme dit « de désarmement, démobilisation, relèvement communautaire et stabilisation » (PDDRC-S). Ce programme vise à ramener la paix en Ituri. Cependant, ce programme est rapidement critiqué car il n'est pas suivi d'application.
Selon un chercheur congolais d'Ebuteli, la Codeco a au moins 4 factions et les dirigeants n'ont qu'un contrôle réduit sur leurs milices.
Fin juin 2024, le cycle des attaques et représailles reprend. Deux attaques de la Codeco sur des villages du territoire de Djugu contrôlés par la milice Zaïre font une trentaine de morts. En septembre, des miliciens liés à la Codeco attaquent un village du territoire de Djugu et font au moins 6 morts.
Fin juin 2025, des miliciens de la Codeco tuent 10 personnes dans un camp de déplacés. En même temps, un nouvel accord de paix est signé entre plusieurs milices armées, dont la Codeco, avec le soutien de la Monusco. Outre l'arrêt immédiat des combats, les miliciens promettent de ne plus circuler armés et de participer aux programmes de démobilisation du gouvernement congolais.